# Goya (romanzo)
Goya, o L'amara via della conoscenza (titolo originale in lingua tedesca:  Goya, oder Der arge Weg der Erkenntnis) è un romanzo storico di Lion Feuchtwanger pubblicato nel 1951 sia in lingua tedesca che  nella traduzione in lingua inglese. Il romanzo narra un periodo della vita del pittore spagnolo Francisco Goya (1746–1828), le cui vicende biografiche forniscono a Feuchtwanger lo spunto per ricostruire la vita culturale e politica della Spagna negli anni immediatamente successivi alla rivoluzione francese. Il romanzo è stato tradotto dal tedesco in italiano da Ervino Pocar e pubblicato dapprima nella collana mondadoriana Medusa col titolo "Cayetana, amante e strega".

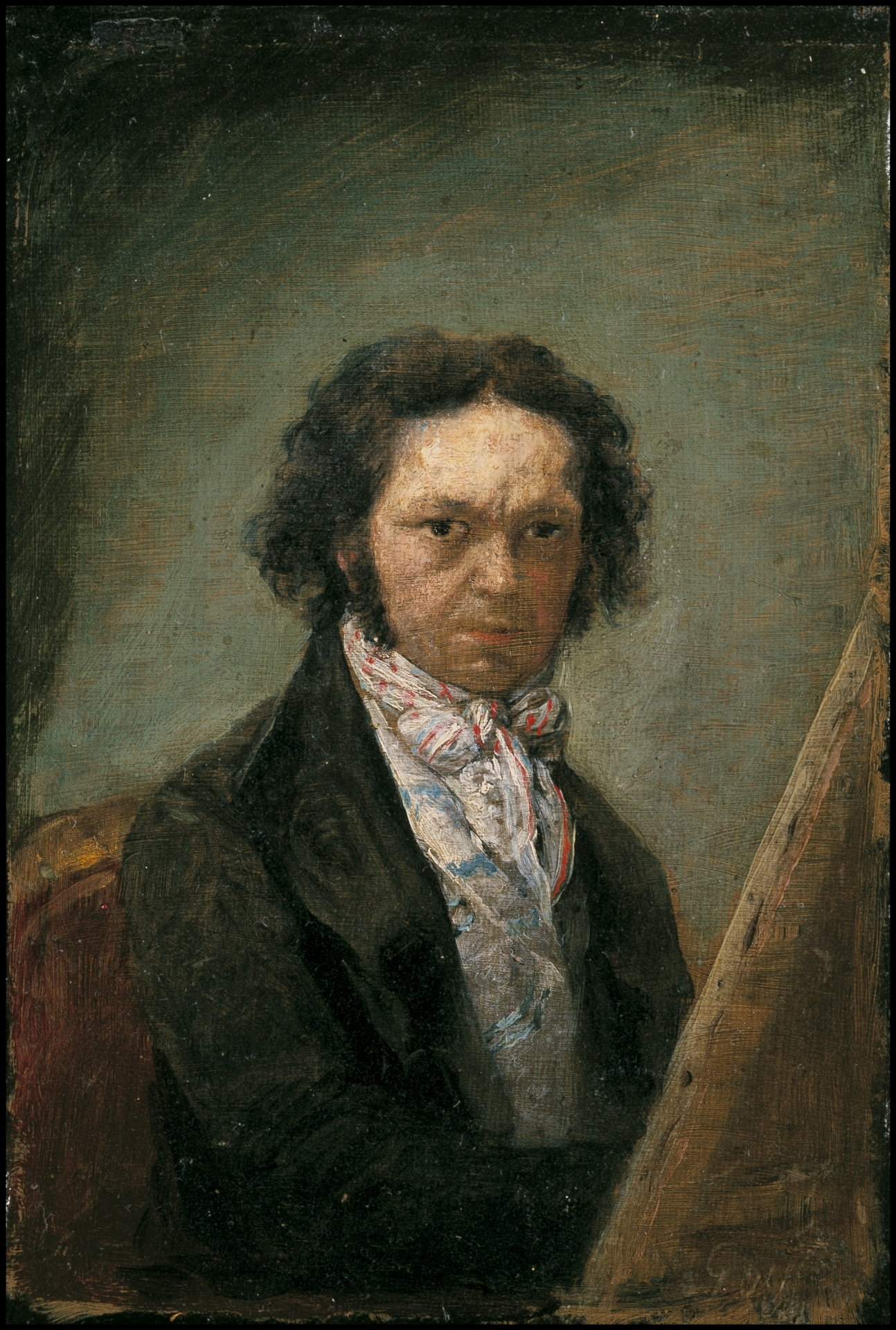
Francisco Goya, Autoritratto (1795)

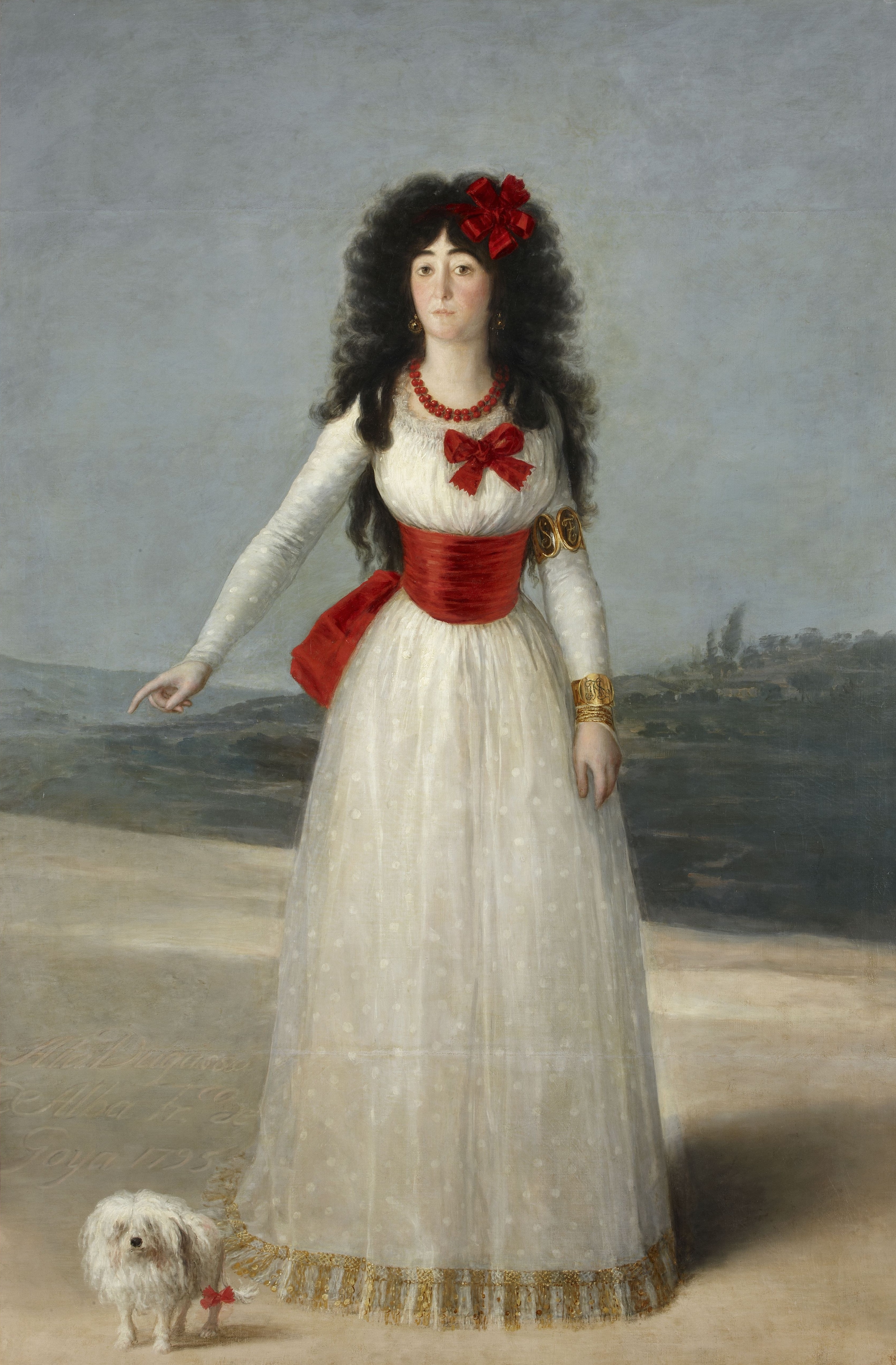
Goya, La duchessa d'Alba (1795)

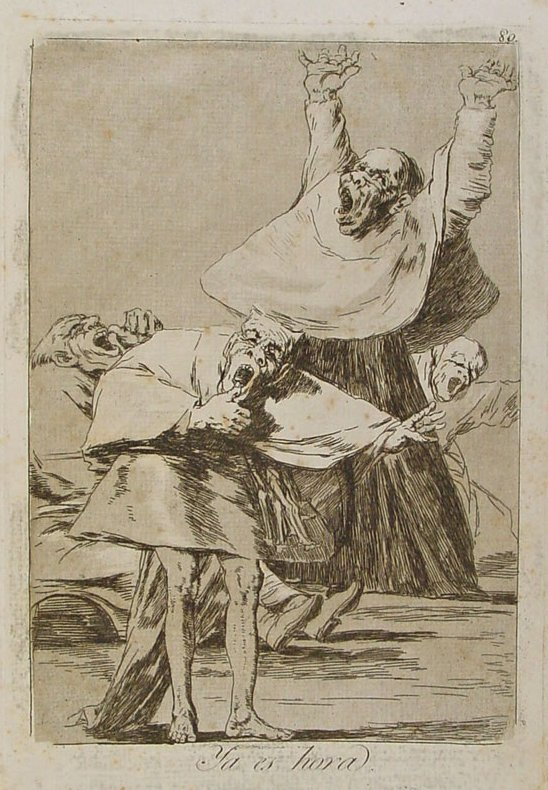
Goya, Capriccio n. 80 (Ya es hora)

## Trama
Il romanzo è diviso in tre parti, ciascuna delle quali contiene numerosi capitoli, ed è ambientato nella Spagna di Carlo IV fra il 1793 (inizio della Guerra del Rossiglione fra la Spagna e la Francia rivoluzionaria) e il 1806, allorché il protagonista del romanzo, il pittore Francisco Goya, riprende a dipingere dopo una lunga pausa.
Per Feuchtwanger alla fine del XVIII secolo la Spagna è un paese isolato geograficamente e culturalmente, con istituzioni anacronistiche, costumi corrotti, retta da una monarchia assoluta che difende le prerogative dell'aristocrazia e del clero e che addirittura subisce anch'essa il potere dell'Inquisizione. Sebbene sensibile al majismo, Francisco Goya è un pittore apprezzato dalla corte e dall'aristocrazia spagnola, e aspira alla carica di "primo pittore del re" rivestita dal cognato Francisco Bayeu. Inizialmente Goya è poco interessato alla politica; ma viene coinvolto progressivamente dagli intellettuali liberali suoi amici, in particolare dal suo principale collaboratore Agustín Esteve. Alla morte del cognato, Goya gli succede come pittore di corte e direttore dell'Academia de Bellas Artes. Il favore della corte e l'amicizia del primo ministro Manuel Godoy sono in grado di proteggere Goya dagli attacchi dell'Inquisizione.
Goya è un fortunato donnaiolo: dopo una relazione con Pepita Tudó, che cede a Godoy, ne intreccia un'altra, appassionata e intensa con la bella e capricciosa duchessa Cayetana d'Alba. Per amore della duchessa, Goya trascura i suoi doveri professionali e familiari; la morte dell'amata figlioletta Elena fa precipitare Goya in angosciosi rimorsi. Non sa però resistere all'amore di Cayetana che segue in Andalusia dove l'aristocratica era stata esiliata perché sospettata di aver ucciso il marito. In Andalusia Goya comincia ad avvertire una preoccupante diminuzione dell'udito, che rapidamente lo condurrò a una completa e invalidante sordità. La relazione con la duchessa d'Alba si conclude con la morte prematura dell'amata aristocratica a causa di una gravidanza.
L'isolamento sociale comportato dalla sordità spinge Goya a dedicarsi dapprima a dipinti venati da profondo pessimismo e infine all'interruzione completa dell'attività pittorica. Successivamente, spinto da Agustín, si dedica all'incisione, in particolare alla creazione di acqueforti, i Capricci, rappresentazioni satiriche dei costumi dell'epoca che attireranno tuttavia sul pittore la pericolosa attenzione dell'Inquisizione spagnola. Goya si salverà grazie all'aiuto degli amici liberali.

## Genesi dell'opera
Il romanzo fu composto negli Stati Uniti, dove Lion Feuchtwanger si era rifugiato  nel 1941 dopo una fuga avventurosa dalla Francia invasa dalle truppe naziste. In una lettera scritta ad Arnold Zweig all'inizio del 1943, Feuchtwanger annunciava il progetto del romanzo su Goya e stimava la durata della redazione in un anno e mezzo. Furono invece necessari sette anni, un tempo maggiore di quello dedicato da Feuchtwanger a qualsiasi altro romanzo . Lion Feuchtwanger intendeva dedicare un secondo romanzo a Goya, in particolare al suo esilio in Francia; ma evidentemente in progetto non poté essere messo in atto per la morte dello scrittore.

## Critica
Il romanzo ebbe un grande successo di vendite negli Stati Uniti. Come ricorda Susanna Nirenstein, «Lion Feuchtwanger amava i romanzi storici. Li scriveva con la meticolosità e la vivezza che Brueghel usava nei suoi oli. Erano libri intorno a periodi o personaggi che avevano un significato particolare per lui». Secondo Jorge Luis Borges, quelli di Feuchtwanger «sono romanzi storici, ma non hanno nulla a che vedere con il faticoso arcaismo e l’opprimente bric-à-brac che rendono insopportabile quel genere». I problemi incontrati da Goya con l'Inquisizione spagnola erano assimilabili, per Feuchtwanger, a quelli che lo stesso autore e molti intellettuali dovettero affrontare negli Stati Uniti ad opera del Maccartismo.

## Adattamenti
- Goya - oder Der arge Weg der Erkenntnis, film del 1971 diretto da Konrad Wolf[9][10].

## Edizioni
- (DE) Goya, oder Der arge Weg der Erkenntnis, 1ª ed., Frankfurt am Main, Frankfurter Verlagsanstalt, 1951.
- (EN) This is the Hour, traduzione di H.T. Lowe-Porter and Frances Fawcett, New York, Viking, 1951.
- Cayetana, amante e strega: romanzo, collana Medusa ; 314, traduzione di Ervino Pocar, 1ª ed., Milano; Verona, A. Mondadori, 1953.
- Goya, o L'amara via della conoscenza, collana Narrativa, traduzione di Ervino Pocar, Roma, Castelvecchi, 2015, ISBN 978-88-6944-126-4.